# Norwegian International 2002
Die Norwegian International 2002 im Badminton fanden vom 7. bis zum 10. November 2002 in Tønsberg statt.

## Sieger und Platzierte
| Disziplin    | Gold                                   | Silber                            | Bronze                               |
| ------------ | -------------------------------------- | --------------------------------- | ------------------------------------ |
| Herreneinzel | Kasperi Salo                           | George Rimarcdi                   | Markus Rouvinen                      |
| Herreneinzel | Kasperi Salo                           | George Rimarcdi                   | Magnus Repsgard                      |
| Dameneinzel  | Tine Rasmussen                         | Petya Nedelcheva                  | Mette Pedersen                       |
| Dameneinzel  | Tine Rasmussen                         | Petya Nedelcheva                  | Lina Uhac                            |
| Herrendoppel | Alexandr Nikolaenko Nikolaj Nikolaenko | Imanuel Hirschfeld Jörgen Olsson  | Petri Hyyryläinen Tuomas Karhula     |
| Herrendoppel | Alexandr Nikolaenko Nikolaj Nikolaenko | Imanuel Hirschfeld Jörgen Olsson  | Björn Fredriksson Gustav Ihrlund     |
| Damendoppel  | Frida Andreasson Lina Uhac             | Lina Alfredsson Sara Alfredsson   | Kai-Riin Saluste Sofia Werner        |
| Damendoppel  | Frida Andreasson Lina Uhac             | Lina Alfredsson Sara Alfredsson   | Jenny Kruseborn Christine Pettersson |
| Mixed        | Jörgen Olsson Frida Andreasson         | Joachim Fellenius Jenny Kruseborn | Andreas Ehn Christine Pettersson     |
| Mixed        | Jörgen Olsson Frida Andreasson         | Joachim Fellenius Jenny Kruseborn | Heiki Sorge Helen Reino              |